# Канонерские лодки ГВТУ — бронекатера типа К
Канонерские лодки ГВТУ, Канонерские лодки Главного военно-технического управления — тип российских речных канонерских лодок, затем советских бронекатеров, построенных в 1917 году. 
Канлодки перешли к Советской России после распада Российской империи. Принимали участие в Первой мировой, Гражданской войнах и в войне с Японией.

## История
Первая мировая война показала, что речные суда требуются не только на Амуре, но и на Европейском театре. Необходимость таких судов давало бездорожье, когда часто реки были основными коммуникациями в прифронтовой полосе. Для их защиты наиболее оптимальным средством и были речные суда. И их заказчиком в 1915 году стало Главное военно-техническое управление (ГВТУ) Военного министерства, а не Российский флот. Предполагали иметь три речных бронированных отряда на Немане, Нарве и Висле. Численность каждого была определена в три канонерские лодки, шесть катеров-разведчиков, шесть дозорных и посыльных катеров и четыре шлюпки с подвесным мотором.
Мелководные реки западной части России предъявили особые требования к будущим кораблям и катерам: опыта создания мелкосидящих бронированных судов малого водоизмещения в нашей стране и во всем мире было мало. Прототипом канонерских лодок взяли посыльные суда Амурской флотилии типа Пика. Из них Копье и Пика вскоре сами стали бронекатерами. Многие заводы отказались участвовать в конкурсе. Лишь Путиловский завод, проявлявший мобильность и высокую техническую культуру в освоении новых технологий, построил эти уникальные речные суда.
20 апреля 1915 года штабс-капитан Симонов приступил к эскизному проектированию канлодок и завершил проект через полтора месяца.
Военный совет, одобрив проекты, 6 июня 1915 года выделил 2496 млн рублей на постройку судов трех речных бронеотрядов. ГВТУ разместило почти все заказы в России, 15 июня заводы начали постройку. Но легкие судовые двигатели для них, не изготовлимаемые в России, закупили за границей.
Акционерное общество «Беккер и К» (с 31 марта 1916 года — Акционерное общество Северо-западных металлургических, механических и судостроительных заводов) в Ревеле (Таллине) построило девять канонерских лодок.
В январе 1917 года военное министерство начало формировать Онежскую, Волхов-Ильменскую и Волжско-Селигерскую флотилии. Кроме того, создавали или созданы озерные и речные флотилии: Сайменская, Пейенская, Тавастгузская, Сатакундская, Флотилия реки Аа, Чудская, Неманская, Рижская, Урмийская и Ванская.
Это сделало необходимым расширение постройки судов, и ГВТУ разработало вторую программу постройки речных судов (осуществленную лишь частично). Среди прочих судов дополнительно заказали ещё восемь канонерских лодок.
До 1917 года вступило в строй девять речных канонерских лодок ГВТУ. Все они были номерные и воевали практически на всех фронтах Гражданской войны от Онежского озера до реки Аму-Дарья. Только две из них погибли в боях. По одной канонерской лодке в 1920 и в 1922 годах разобрали для запчастей, три передали пограничным частям, остальные продолжили служить как бронекатера, некоторые до конца 1940-х годов.

## Конструкция
Конструкция и основные размеры канлодок позволяли перевозить их по железной дороге. Для этого боевая рубка речной канонерской лодки, имевшей необходимые бытовые условия и наибольшие габариты, сделана съёмной.
Самым сложным при проектировании стало бронирование. Требовалось сохранить осадку судов около 0,61 м. Корпус бронировался в зависимости от важности защищаемой части и вероятного угла встречи пули с броней. Применяли хромоникелевую сталь толщиной 6; 5 и 4-3,5 мм, которая не пробивалась остроконечной пулей винтовки Мосина с дистанций 150, 200 и 500 шагов. Ватерлинию защищал бронепояс шириной 381 мм (из них 254 мм над водой). Жизненно важные части — машинное отделение, погреба боеприпасов, подбашенные отсеки, также защищены броней. Броневой пояс у ватерлинии, надводный борт у машинного отделения и обоих погребов с 4-5 мм брони, рубка — 6 мм, палуба у машинного отделения — 3,5 мм, надстройка у машинного отделения — 4 мм, пулеметные башенки — 5. По проекту канлодки должны быть с двумя 76-мм горными пушками образца 1909 года на сконструированных для них установках Брянского завода с башнеподобными щитами, защищавшими с трёх сторон. Но на заводе сделали лишь только около 10 таких установок. Поэтому остальные пушки (значительная часть 76-мм образца 1909 года) установлены на тумбах с «горными» щитами. Башнеподобные щиты толщиной 6 мм, толщина щита 76-мм горной пушки образца 1909 года 3,5-4 мм..
В форпике платформа с тумбой пулемета, под которой [slovar.wikireading.ru/1639198 шкиперское имущество]. Затем погреб боеприпасов. Носовой погреб боеприпасов вмещал 100 снарядов на орудие и 6300 патронов на пулемет. В помещении команды были койки, стол, откидные скамьи, шкаф для одежды, пирамида для винтовок. Нижние койки — постоянные с выдвижными ящиками, верхние — подвесные.
В стенах боевой рубки впереди надстройки машинного отделения были щели с броневыми заслонками (передний лист подъемный, на крыше — прожектор). В рубке ручной штурвал, машинный телеграф, переговорные трубы и телефон в моторное отделение и погреба, электрическая звонковая сигнализация в машинное отделение, к пушкам и пулеметам.
В машинном отделении были два двигателя «Буффало» по 75-80 л. с., каждый работал на свой гребной винт. Топливо — смесь керосина (70 %) и бензина (30 %). Вспомогательный двигатель электрогенератора обеспечивал освещение, зарядку аккумуляторов и работу радиостанции. Одна общая трюмная и противопожарная помпа также работала от вспомогательного мотора. Также в мотоотделении расходные цистерны топлива и масла и верстак-шкаф для инструментов. Топливо в расходные цистерны перекачивали двумя ручными помпами. Для монтажа и ремонта двигателей крыша машинного кожуха съёмная.
Между моторным отделением и отделением офицера гальюн команды и камбуз, в котором: керосиновая плита «Примус», стол с ящиками для провизии и посуды и полки.
Офицерское помещение из гальюна и каюты, где были: шкаф для одежды, шкаф для документов и штурманского инструмента, диван, стол, кресло. Кроме того, было место установки радиостанции с радиусом 266 км.
Кормовой отсек, кроме пулемета, имел две цистерны топлива и румпельное отделение. Патронный погреб как и носовой.
Во всех переборках были водонепроницаемые люки для подачи патронов и снарядов и перемещения по отсекам под защитой брони.
Канлодку предполагали вооружить двумя 76,2-мм горными пушками образца 1904 года. Позднее они получили 76,2-мм пушки образца 1913 года на палубных тумбах (угол возвышения +30°, горизонтальной наволки носовой пушки 270°, кормовой 300°).

## Характеристики

### На 1916 год
Водоизмещение нормальное: 24 т
Длина 20,4 м
Ширина 3,18
Осадка наибольшая 0,61 м
Главная энергетическая установка: 2 бензиновых мотора по 75 л. с.
Скорость наибольшая 12,5 узлов
Дальность плавания экономическим ходом 600 миль
Артиллерийские орудия 2 76,2-мм образца 1913 года
Боекомплект 200 снарядов
Пулемёты 2 7,62-мм
Бронирование, мм: Палуба — 3,5, Борта — 5, Рубка — 6, Щиты орудий — 6.
Экипаж 11 человек
По

### На 1944 год
Водоизмещение нормальное 31 т
Длина 20,4 м
Ширина 3,18
Осадка наибольшая 1,1 м
Высота борта наибольшая 1,3 м
Двигатели 2 бензиновых ГАМ-34 по 800 л. с.
Запас топлива 3,3 т бензина II сорта
Скорость хода наибольшая по течению/против — 17,8 (33) / 11,3 (21) узлы (км/час)
Дальность плавания полным ходом по течению/против, миль (км) — 237,6 (440) / 151 (280)
Артиллерийские орудия 2 76,2-мм образца 1913 года
Боекомплект 00 снарядов
Пулемёты 2 7,62-мм
Бронирование, мм: Борта — 5, Рубка — 7, Щиты орудий — 7
Экипаж 15 человек (1 офицер, 6 старшин, 8 рядовых)
По

## Служба

### В Ильменской, Селигерской и Онежской флотилиях
В мае 1918 года для защиты Петрограда решили организовать несколько «завес». В связи с этим начали формирование Ильменской, Селигерской и Онежской флотилий в мае 1918 года. 4 канонерские лодки ГВТУ № 1, 2, 5 и 9 в мае отправили железнодорожным транспортом в Череповец. Там канлодки включены в Череповецкий отряд Селигерской флотилии. До ледостава 1918 года они были в Череповце. Зимовали они на берегу на деревянных подставках. 13 августа 1918 года все четыре канлодки перечислены из Селигерской в Волхово-Ильменскую флотилию.
10 февраля 1919 года Волхово-Ильменская флотилия расформирована и 2 апреля 1919 года четыре канлодки передали в Онежскую флотилию. 4 апреля 1919 года их переименовали в сторожевые суда и дали номера: № 1 (бывшая № 1), № 2 (бывшая № 2), № 3 (бывшая № 5) и № 4 (бывшая № 9). Сторожевые суда № 1, 2 и 4 участвовали в высадке десанта красноармейцев на Ладожском озере у Видлицы 27 июня 1919 года. Они поддерживали десант артиллерийским и пулемётным огнем. А сторожевое судно № 2 вошло в Видлицу и поднялось на 2 км, несмотря на плотный пулемётный огонь с берега. За сторожевым судном № 2 в Видлицу вошли высадочные средства. Сторожевые суда № 1 и № 4 с другими судами вели обстрел противника у устья Тулоксы, причем суда № 1 и № 4 вели стрельбу с 12 кабельтовых (2200 м), а другие корабли — с 25 кабельтовых (4,6 км). Сторожевые суда подавили батарею финнов. Затем сторожевые суда № 1 и № 4 подошли к берегу на 370 метров и пушечным и пулемётным огнем поддержали высадку десанта.

### Канлодки на реках Волге, Каме и Дону
В 1918—1919 годах 5 канонерских лодок ГВТУ (№ 3, 4, 6, 7, 8) действовали на Волге, Каме и Дону.
В июле 1918 года 5 канонерских лодок ГВТУ (№ 3, 4, 6, 7, 8) из Петрограда железнодорожным транспортом отправлены в Нижний Новгород в Волжскую военную флотилию. 16 сентября в Нижний Новгород прибыли все канонерские лодки.
В сентябре 1918 года канонерские лодки ГВТУ и моторные истребители—катера объединили в 5-й дивизион истребителей Волжской, а с июля 1919 года Волжско-Каспийской флотилии. После объединения установлена новая нумерация с № 301 по № 311. Канонерская лодка № 3 стала истребителем № 310; канонерка № 4 — № 307; № б — № 311; № 7 — № 308 и № 8 — № 309.
Действия дивизиона истребителей обеспечили переоборудованные пассажирские пароходы: «Михаил" — в навигацию 1918 года, «Кашин" — 1919 года, «Иртыш» - 1920 года. На этих пароходах размещали склады боеприпасов и продовольствия, ремонтную мастерскую и медицинский пункт.
После взятия Казани у белых (12 сентября 1918 года) 5-й дивизион истребителей пошёл, преследуя белую флотилию, вверх по Каме.
В сентябре 1918 года у Чистополя истребитель № 309 пошёл в разведку вверх по течению, но четыре корабля белых погнались за ним и преследовали 25 верст вниз по Каме. Но истребитель № 309 ушёл из-за большей скорости.
6 ноября 1918 года канлодки ГВТУ—истребители (№ 307, 308, 309, 310 и 311) окончили навигацию и ушли зимовать в Нижний Новгород.
5 мая 1919 года все пять канонерских лодок введены в строй. Первоначально все их собирались отправить на реку Кама для борьбы с флотилией колчаковцев. К весне 1919 года часть канонерских лодок перевооружена — на канонерских лодках № 6 (№ 311), № 7 (№ 308) и № 8 (№ 309) осталось прежнее оружие: по 2 76-мм горные пушки образца 1909 года и 2 пулемёта, а на канонерских ках № 3 (М 310) и № 4 (№ 307) взамен прежних пушек установили по две 47-мм пушки Гочкиса. Эта замена снизила огневую мощь канонерских лодок. 47-мм пушки с несколько большей скорострельностью, чем 76-мм горные, их 47-мм снаряд со значительно меньшим зарядом — с 20—90 граммами чёрного пороха. 76-мм фугасная граната с 800 граммами тротила. Кроме того, у горной пушки хорошая шрапнель и химические снаряды. Причины замены 76-мм орудий 47-миллиметровыми не установлены. Выход из строя горных орудий маловероятен, живучесть стволов горных пушек образца 1909 года намного превышает 10 000 выстрелов. Вероятно, кому-то зимой понадобились горные пушки, и их спёрли, а вместо них пришлось поставить 47-мм пушки, присланные осенью 1918 года с Балтийского флота для Волжской флотилии. Время было революционное с оттенком анархии. Той же осенью 1918 года бывший матрос комиссар Волжской флотилии Н. Г. Маркин ворвался с матросами на станцию Нижний Новгород и отбил у охраны Центроброни пушки, предназначенные для установки на строившиеся в Нижнем Новгороде бронепоезда. И сошло. Это потом «либералы—демократы» будут сетовать, что в 1937 году РККА освободилась от подобных краскомов.
Но на Каму отправлено только три канонерские лодки: № 307, 308 и 309. На Каме канонерские лодки ГВТУ особо не отличились. В основном их использовали для разведки и обстрела береговых целей. Так 12 мая 1919 года канонерская лодка № 307 обстреливала белых у устья реки Шешмы из двух 47-миллиметровок, но большого ущерба от них быть не могло.
3 июля 1919 года три канонерские лодки ГВТУ закончили действовать на Каме и ушли в Нижний Новгород на ремонт.
Две канонерские лодки (№ 310 и № 311) 9 мая 1919 года решили включить во вновь формируемую красную Донскую флотилию. Канонерские лодки М 310 и № 311 17 мая по железной дороге отправили из Саратова на Дон. 20 мая они прибыли к пристани Лиски. Данные о боевых действиях канонерских лодок № 310 и 311 на Дону пока не найдены. Интересно, что Красная Донская флотилия довольно интенсивно применяла 76-мм химические снаряды для борьбы с кулацкими бандами (для обстрела сёл Матюшенское, Рубежное и других).
В связи с «белым наступлением», 29 июня 1919 года красные начали ликвидацию Донской флотилии, канонерские лодки № 310 и 311 отправили по железнодорожным транспортом из Лисок в Саратов.
Осенью 1919 года начались напряжённые бои с Кавказской армией Врангеля, захватившего Царицын. 14 августа 1919 года к Царицыну подошёл 5-й дивизион истребителей, в котором были канонерские лодки № 307, 308, 309, катера-истребители и плавбаза «Иртыш». 12 сентября 1919 года к ним присоединились прибывшие с Дона канонерские лодки № 310 и № 311. К этому времени канонерские лодки № 307 и № 308 имели по две 47-мм пушки и по два пулемета; канонерская лодка № 309 — две 76-мм горные пушки образца 1909 года и два пулемёта; канонерская лодка № 310 — одну 75-мм, одну 47-мм пушку и два пулемёта. Что означает в документе «1 — 75-мм», сказать трудно, то ли это 75-мм корабельная пушка Кане весом свыше 2-х тонн и с хорошей баллистикой, но такая пушка могла при стрельбе на борт перевернуть 25-тонный катер. Или это опечатка, или вообще писарь вписал о установке 75-мм пушки, а на самом деле установили вторую 47-мм пушку.
8 сентября истребители 5-го дивизиона у северной окраины Царицына попали под огонь белых. Канонерские лодки № 308 и 309 выбросились на берег, экипажи разбежались. Через несколько дней пароходы Волжской флотилии сняли с мели канонерские лодки. Царицын белые оставили уже поздней осенью.
В июле 1920 года Волжско-Каспийскую флотилию расформировали. Мореходные суда передали Каспийскому флоту, а речные — «Рупводу» (районному управлению водного транспорта). К этому времени две канонерские лодки ГВТУ были в Самаре и три — в Астрахани. На Волге они были уже не нужны, и их решено отправить на Амударью.

### На Амударье
Первые две канлодки ГВТУ отправили с Волги в Амударьинскую флотилию 17 августа 1920 года. Их переименовали из катеров—истребителей в канлодки.
В октябре 1920 года с Волги отправили на Амударью речные канлодки ГВТУ № 307—311. 6 февраля 1921 года из Онежской флотилии перечислили три таких же канлодки ГВТУ (№ 1, № 2 и № 4).
В ноябре 1920 года в Сырдарьинский дивизион судов перевели канлодки № 309 и № 310, а в Амударьинскую флотилию — № 307, № 308 и № 311.
Эти суда были нужны в Амударьинской флотилии. Малая осадка, бронирование, большая мощность моторов и хорошее вооружения дали им преимущества перед пароходами.
Но их эксплуатация затруднялась — вода Амударьи имеет 10 % песка. Это вызывало засорение систем охлаждения, интенсивное срабатывание циркуляционных помп, которых хватало только на примерно 40 часов работы, после чего они требовали замены. Каждые три часа останавливали двигатели и вырубали зубилами песок из зарубашечного пространства. Протертые места рубашки охлаждения заливались оловом, этого хватало ненадолго, вода била из щелей, замыкала электрозажигание. Мотор останавливался и его трудно было запустить, от преждевременной вспышки иногда была обратная отдача.
Эксплуатация судов на Амударье сказалась на них, а капитальный ремонт в Туркестане был невозможен. В апреле 1921 года канонерская лодка № 307 опрокинулась и утонула, её подняли но ремонтировать не стали. В августе 1922 года канлодки № 1, № 2, № 308, № 309, № 310 и № 311 отправили по железной дороге в Финско-Ладожскую флотилию морпогранохраны ОГПУ, а № 3, № 6 и № 7 поставили на хранение.

### После гражданской войны
4 канлодки ГВТУ (№ 3, 6, 7, 8) в 1929 году включены в отряд судов реки Днепр, cуществовавши на Днепре с 1920 по 1931 год.
В 1934 году 6 канлодок отправили в Сретенск на Шилке — притоке Амура.
21 августа 1934 года в Амурской флотилии канлодки переклассифицированы в бронекатера.
На Амуре бывшие канлодки прошли капитальный ремонт, при котором с них сняты старые моторы и заменены на двигатели ГАМ-34БП по 800 л. с. Баки вмещали 2 тонны бензина. Скорость катеров увеличена с 12,5 узлов до 21 узла. Осадка увеличилась до 1 метра (по проекту — 0,61 м, на Днепре — 0,75 м).
К 9 августа 1945 года во 2-м дивизионе бронекатеров Зее-Бурейской бригады Амурской флотилии четыре бывшие канлодки ГВТУ — бронекатера № 71, 73, 74 и 75.
В ночь с 9 на 10 августа 1-й и 2-й отряды бронекатеров Зее-Бурейской бригады совершили огневой налет на город Сахалян на маньчжурском берегу Амур, почти напротив Благовещенска. В 4 часа 5 минут бронекатера вышли из реки Зеи и пошли вверх по течению. В 4 часа 40 минут они дошли до Сахаляна и открыли огонь. Пройдя вверх по течению, они развернулись и пошли обратно по середине реки, продолжая вести огонь по Сахаляну. Огнем бронекатеров разбито несколько огневых точек, подожжен склад горючего, потоплено два катера и четыре шаланды. Потерь на наших бронекатерах нет. Лишь на бронекатере № 74 начался пожар от зажигательной пули в бензобак, но вскоре пожар потушен. В 5 часов 30 минут все бронекатера вошли в устье Зеи. 10 августа бронекатера 2-го дивизиона высаживали десанты у Сахаляна, а затем переправляли войска.
После войны с Японией канлодки ГВТУ несколько лет служили на Амуре. 2 апреля 1951 года вышел приказ о исключении их из флота.